# 劉安婷
劉燕婷 （1989年12月—）， 生於台灣台北市，在台中長大，為非營利組織為台灣而教（Teach for Taiwan，TFT）基金會創辦人。
台中女中畢業後進入普林斯頓大學就讀，於2012年取得威爾遜公共與國際事務學院學士。劉安婷受同校校友溫蒂·科普創辦的組織「為美國而教」（Teach for America）的啟發，回台後創辦為台灣而教（全名：財團法人為台灣而教教育基金會）。
劉安婷於2016年被富比世雜誌選為亞洲區三十歲以下最有影響力的三十人之一。劉有豐富的海外經驗，曾走路去迦納、海地、柬埔寨擔任志工，亦曾在美國、法國巴黎 超巨 金門、與日內瓦等地實習。
劉安婷著有《學會堅強：我考上普林斯頓》 (原版與修訂版) 與《出走，是為了回家：普林斯頓成長之路》二書，她在2013年TEDxTaipei的演講也獲得高度關注。
2018年，與均一教育平台基金董事長呂冠緯結婚。

## 家庭與早期生涯
1989年，劉安婷出生於台北市，父母皆為「林業生社會福利基金會」執行長，曾在台中、嘉義協助單親家庭兒童與弱勢生，劉曾在報導中提及自己受父母影響「耳濡目染」，自己在讀國中時也曾經教過中輟生。
劉安婷在書中曾經提到在小學之前的一段日子裡，家裡經濟出現困難而必須搬到永和區的小公寓，劉安婷的母親林宜容也曾在她書中的推薦序寫到自己曾在劉安婷國小期間罹癌。
2005年，劉安婷錄取至台中市台中女中的語文資優班。

## 大學生涯
高一升高二的暑假，劉安婷赴美國史丹佛大學修暑期課程，從此打定她出國念書的決心。劉安婷自高二開始同時準備學測與SAT。2008年，劉安婷從台中女中畢業，她在大學學科能力測驗的英文科中獲得作文滿分，並同時錄取台灣大學外文系與政治系國際關係組。但是除了國內的學院外，劉安婷同時也申請了十一所美國的大學，最後她被普林斯頓大學錄取並獲得全額助學金(Financial Aid).
劉安婷在普林斯頓的威爾遜公共與國際事務學院就讀，在大一的暑假前往西非迦納擔任志工國小老師，使她對偏鄉教育的重要性更加重視，其後的每年暑假，亦前往不同國家擔任志工教師，包括海地、柬埔寨、與法國巴黎的貧民窟。其中，在劉安婷擔任柬埔寨NGO的志工期間,她反映當地政府對組織活動的干預，以及政府專權如何影響國際志工行動，她利用這個經驗著作她的學士論文"Cambodian Civil Society's Tango with LANGO: Using Social Trust to Consolidate Democracy" 並在畢業時獲得威爾遜公共與國際事務學院的「威爾遜畢業論文獎」(Woodrow Wilson Senior Thesis Prize)。

## 事業與影響力
2017年11月22日，劉安婷擔任女人迷舉辦的全球女性影響力論壇，她分享到：「其實有段創業過程我每天壓力都很大，直到連我的團隊裏頭，都有人站出來覺得我自己無法領導團隊走下去時，我徹底崩潰了。」安婷說那次她整整哭了48小時，朋友的一番話敲醒了自己創業的初心，「那時朋友跟我說，我不是真的在聽自己的心在講話，因為我相信的從來都不是自己力量，不是自己多厲害，多完美，而是來自一個大於我個人的信念價值。」

## 著作
| 書名                               | 出版社     | 出版日期   | ISBN          |
| 學會堅強：我考上普林斯頓           | 晨星出版社 | 2010-01-28 | 9789861773391 |
| 出走，是為了回家：普林斯頓成長之路 | 天下文化   | 2014-07-28 | 9789863205012 |
| 學會堅強：我考上普林斯頓 (修訂版)  | 晨星出版社 | 2015-06-01 | 9789861779805 |

## 官方網站
- Teach for Taiwan 為台灣而教 官網 （页面存档备份，存于）
- Teach for Taiwan 為台灣而教 Facebook （页面存档备份，存于）
- Teach for Taiwan 為台灣而教 Instagram